# Iggaluru, Channapatna
Iggaluru là một làng thuộc tehsil Channapatna, huyện Ramanagara, bang Karnataka, Ấn Độ.